# Distrito de Landeck
Landeck es un distrito del estado de Tirol (Austria). Limita al norte con el distrito de Reutte, al este con el distrito de Imst, al sur con la provincia autónoma de Bolzano (Italia) y Grubünden (Suiza), y al oeste con el distrito de Bludenz.
El centro administrativo se encuentra en la ciudad de Landeck.
Desde el punto de vista geográfico, el distrito incluye la zona superior del valle del río Eno y sus valles tributarios  Kaunertal, Stanzer Tal y Paznaun. También incluye cadenas montañosas como parte de los Alpes Ötztal, los Alpes Samnaun, parte de los Alpes Verwall y de los Alpes Lechtal, y el área de Arlberg.

## División administrativa
El distrito de Landbeck se divide en 30 municipios, uno de los cuales es una ciudad.

### Localidades (población año 2018)
- Faggen 383
- Fendels 259
- Fiss 1009
- Fließ 3019
- Flirsch 990
- Galtür 765
- Grins 1398
- Ischgl 1593
- Kappl 2617
- Kaunerberg 437
- Kaunertal 597
- Kauns 502
- Ladis 531
- Landeck 7725
- Nauders 1542
- Pettneu am Arlberg 1494
- Pfunds 2602
- Pians 813
- Prutz 1825
- Ried im Oberinntal 1261
- Schönwies 1697
- See 1265
- Serfaus 1134
- Spiss 114
- Sankt Anton am Arlberg 2372
- Stanz bei Landeck 577
- Strengen 1213
- Tobadill 516
- Tösens 728
- Zams 3409